# Edwin Cheruiyot Soi
Edwin Cheruiyot Soi, född den 3 mars 1986, är kenyansk friidrottare som tävlar i medel- och långdistanslöpning.
Soi började sin karriär som terränglöpare men hans genombrott som banlöpare kom under IAAF World Athletics Final 2006 i Stuttgart där han blev tvåa på både 3 000 meter och 5 000 meter. 2007 lyckades han dubblera och vinna guld på båda distanserna vid IAAF World Athletics Final 2007. 
2008 deltog han vid VM inomhus i Valencia där han slutade fyra på 3 000 meter.
Soi stora genombrott kom när han blev bronsmedaljör vid Olympiska sommarspelen 2008 i Peking på 5 000 meter. 